# Lista de pinturas do Museu de Arte de São Paulo
Esta é uma lista não exaustiva das obras de arte que fazem parte do acervo do Museu de Arte de São Paulo Assis Chateaubriand (MASP).

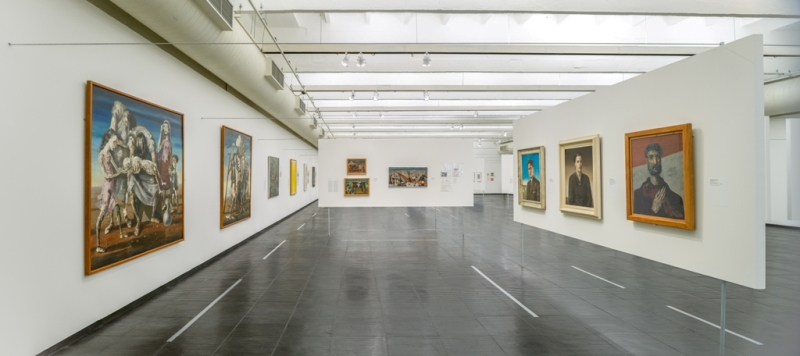
Exposição Arte do Brasil no Século 20 (MASP).

O museu foi fundado por iniciativa do jornalista, empresário, mecenas e político brasileiro Assis Chateaubriand (1892-1968), com a ajuda do crítico de arte, marchand e antiquário italiano Pietro Maria Bardi (1900-1999),
Inaugurado em 2 de outubro de 1947, o museu funcionou no segundo andar do Edifício Guilherme Guinle no centro da cidade de São Paulo, a construção foi projetada pelo arquiteto francês Jacques Pilon para ser a sede dos Diários Associados. Três anos após a fundação, visando acomodar o crescente acervo, o museu passou a contar com mais três andares no mesmo edifício. A atual sede do MASP na Avenida Paulista foi inaugurada em 8 de novembro de 1968. O projeto é de autoria da arquiteta Lina Bo Bardi que concebeu um bloco subterrâneo e um elevado, suspenso a oito metros do piso. O corpo principal da construção está pousado sobre quatro pilares laterais com um vão livre de 74 metros.
Tanto o prédio em concreto e vermelho como o acervo do museu foram tombados pelo Patrimônio Histórico e Artístico Nacional (IPHAN).
O acervo atinge cerca de 10.000 peças, abrangendo o período desde a Antiguidade até o século XXI, e é composto por pinturas, esculturas, desenhos, fotografias e roupas. São destaques obras dos pintores brasileiros, Anita Malfatti, Di Cavalcanti, Candido Portinari, Volpi e Victor Meirelles e dos europeus Rembrandt, Rafael, Ingres, Van Gogh, Cézanne, Renoir, Monet e Picasso.

## acervo
| Imagem | Título                                                   | Data | Artista | Descrito em |
| ------ | -------------------------------------------------------- | ---- | ------- | ----------- |
|        | Acervo do Museu de Arte de São Paulo Assis Chateaubriand |      |         |             |

## antiques market
| Imagem | Título                        | Data | Artista | Descrito em |
| ------ | ----------------------------- | ---- | ------- | ----------- |
|        | Feira de antiguidades do MASP |      |         |             |

## obra de arte
| Imagem | Título  | Data | Artista          | Descrito em |
| ------ | ------- | ---- | ---------------- | ----------- |
|        | Amnésia | 2015 | Flávio Cerqueira |             |

## pintura
| Imagem | Título | Data                 | Artista                            | Descrito em |
| ------ | --- | -------------------- | ---------------------------------- | ----------- |
|        | Mrs. Franck Rolleston                                                                                                 |                      | Gilbert Stuart                     |             |
|        | Vista de Salvador |                      | Rafael Borjes de Oliveira          |             |
|        | Cabeça de mulher |                      | Miguel dos Santos                  |             |
|        | Paisagem com casal de camponese                                                                                       |                      | Eugène Laermans                    |             |
|        | Vaca |                      | Emile Claus                        |             |
|        | O poeta Alberto de Oliveira                                                                                           |                      | Belmiro de Almeida                 |             |
|        | Dois meninos jogando bilboquê                                                                                         |                      | Belmiro de Almeida                 |             |
|        | Virgem em majestade com o Menino e dois anjos                                                                         | 1275                 | Mestre do Bigallo                  |             |
|        | A crucificação e a Virgem com o Menino Jesus entre anjos, santos e os símbolos dos evangelista                        | 1 de janeiro de 1297 | No/unknown value                   |             |
|        | São Jerônimo penitente no deserto                                                                                     | 1449                 | Andrea Mantegna                    |             |
|        | Madona com o Menino entre santa Madalena e santo Estevão protomártir                                                  | século XV            | Ottaviano Nelli                    |             |
|        | Madonna and Child and an Angel                                                                                        | 1475                 | Biagio d'Antonio                   |             |
|        | A Virgem com o Menino de pé abraçando a Mãe (Madona Willys)                                                           | século XV            | Giovanni Bellini                   |             |
|        | Virgem com o Menino e São João Batista Criança                                                                        | década de 1490       | Sandro Botticelli                  |             |
|        | Virgem em lamentação, são João e as pias mulheres da Galileia                                                         | 1490                 | Hans Memling                       |             |
|        | As Tentações de Santo Antão                                                                                           | 1500                 | Hieronymus Bosch                   |             |
|        | Virgem com o Menino, são João Batista criança e um anjo                                                               | década de 1500       | Piero di Cosimo                    |             |
|        | A Esmola (São Gil?)                                                                                                   | 1 de janeiro de 1500 |                                    |             |
|        | Ressurreição de Cristo                                                                                                | 1 de janeiro de 1500 | Rafael Sanzio                      |             |
|        | São Sebastião na coluna                                                                                               | 1507                 | Pietro Perugino                    |             |
|        | A Virgem amamentando o Menino e São João Batista criança em adoração                                                  | século XVI           | Giampietrino                       |             |
|        | O Casamento Desigual                                                                                                  | década de 1520       | Quentin Matsys                     |             |
|        | Triptych with the Crucifixion                                                                                         | 1520                 | Jan van Dornicke                   |             |
|        | Retrato de jovem aristocrata - um jovem noivo da família Rava                                                         | 1539                 | Lucas Cranach, o Velho             |             |
|        | O poeta Henry Howard, conde de Surrey                                                                                 | 1542                 | Hans Holbein, o Jovem              |             |
|        | Ecce Homo ou Pilatos apresenta Cristo à multidão                                                                      | década de 1540       | Tintoretto                         |             |
|        | Ecce Homo ou Pilatos Apresenta Cristo à Multidão                                                                      | década de 1540       | Tintoretto                         |             |
|        | Cristo perante Pilatos                                                                                                | século XVI           | No/unknown value                   |             |
|        | Retrato de Alvise Contarini [?]                                                                                       | século XVI           | Paris Bordone                      |             |
|        | O juízo final e a missa de são Gregório                                                                               | século XVI           | Mestre da Família Artés            |             |
|        | Retrato de um Fidalgo Florentino (Piero de Medici?)                                                                   | século XVI           | No/unknown value                   |             |
|        | Retrato do Cardeal Cristoforo Madruzzo                                                                                | 1552                 | Ticiano                            |             |
|        | O Banho de Diana | 1559                 | François Clouet                    |             |
|        | Lamentação sobre o Cristo morto                                                                                       | década de 1560       | Tintoretto                         |             |
|        | Anunciação | 1600                 | El Greco Jorge Manuel Theotocópuli |             |
|        | Êxtase de São Francisco com os Estigmas                                                                               | 1600                 | El Greco                           |             |
|        | Aparição da Virgem com o Menino a santo Ubaldo, bispo de Gubbio, que indica ao fundo a cidade de Pesaro               | 1620                 | Jacopo Palma, o Jovem              |             |
|        | Retrato da marquesa Lomellini, com os filhos em oração                                                                | 1623                 | Antoon van Dyck                    |             |
|        | Retrato do Conde-Duque de Olivares                                                                                    | 1624                 | Diego Velázquez                    |             |
|        | Aparição do Menino Jesus a santo Antônio de Pádua                                                                     | 1630                 | Francisco de Zurbarán              |             |
|        | Adoração dos Pastores                                                                                                 | década de 1630       | Bartolomeo Passante                |             |
|        | Oficial sentado | 1631                 | Frans Hals                         |             |
|        | Himeneus travestido assistindo a uma dança em honra de Príapo                                                         | década de 1630       | Nicolas Poussin                    |             |
|        | Retrato de Jovem com Corrente de Ouro                                                                                 | 1635                 | Rembrandt                          |             |
|        | O capitão Andries van Hoorn                                                                                           | 1638                 | Frans Hals                         |             |
|        | Maria Pietersdochter Olycan                                                                                           | 1638                 | Frans Hals                         |             |
|        | Retrato de um desconhecido (William Howard, visconde de Stafford [?])                                                 | 1640                 | Antoon van Dyck                    |             |
|        | Santa Inês | 1642                 | No/unknown value                   |             |
|        | Cachoeira de Paulo Afonso                                                                                             | 1649                 | Frans Post                         |             |
|        | O príncipe Johan Maurits van Nassau-Siegen                                                                            | século XVII          | Jan de Baen                        |             |
|        | Paisagem com tamanduá                                                                                                 | século XVII          | Frans Post                         |             |
|        | Paisagem fluvial com balsa transportando animais                                                                      | 1650                 | Salomon van Ruysdael               |             |
|        | O arquiduque Alberto VII da Aústria                                                                                   | século XVII          | Peter Paul Rubens                  |             |
|        | Marinha | século XVII          | Ludolf Bakhuizen                   |             |
|        | Heilige Katharina von Alexandrien                                                                                     | década de 1650       | Bartolomé Esteban Murillo          |             |
|        | Paisagem com jiboia                                                                                                   | 1660                 | Frans Post                         |             |
|        | Paisagem em Pernambuco com casa-grande                                                                                | 1665                 | Frans Post                         |             |
|        | Paisagem pernambucana com rio                                                                                         | 1668                 | Frans Post                         |             |
|        | A rainha Tômiri | década de 1710       | Giovanni Antonio Pellegrini        |             |
|        | A toalete de Vênus | século XVIII         | Michele Rocca                      |             |
|        | O julgamento de Páris                                                                                                 | século XVIII         | Michele Rocca                      |             |
|        | Retrato de noiva com flores                                                                                           | 1720                 | Pierre Gobert                      |             |
|        | Paisagem | século XVIII         | Alessandro Magnasco                |             |
|        | Paisagem | século XVIII         | Alessandro Magnasco                |             |
|        | Piquenique durante a caçada                                                                                           | 1723                 | François Lemoyne                   |             |
|        | Dionísio e Ariadne | década de 1730       | Giovanni Battista Pittoni          |             |
|        | Retrato de Auguste Gabriel Godefroy                                                                                   | 1741                 | Jean-Baptiste-Siméon Chardin       |             |
|        | Louise-Henriette de Bourbon-Conti, condessa-duquesa de Orléans como Hebe                                              | década de 1740       | No/unknown value                   |             |
|        | Drinkstone Park | 1747                 | Thomas Gainsborough                |             |
|        | A educação faz tudo                                                                                                   | século XVIII         | Jean-Honoré Fragonard              |             |
|        | A continência de Cipião                                                                                               | 1750                 | Francesco Zugno                    |             |
|        | Reunião num parque | século XVIII         | Jean-Baptiste-Joseph Pater         |             |
|        | Madame Louise-Elisabeth, duquesa de Parma (madame l´enfante) - A terra                                                | 1750                 | Jean-Marc Nattier                  |             |
|        | O poeta abandona o vício pela virtude. Hércules na encruzilhada                                                       | 1750                 | François Boucher                   |             |
|        | Madame Anne-Henriette de France - O fogo                                                                              | 1751                 | Jean-Marc Nattier                  |             |
|        | Madame Marie-Adélaïde de France - O ar                                                                                | 1751                 | Jean-Marc Nattier                  |             |
|        | Madame Marie-Louise-Thérèse-Victorie de France - A água                                                               | 1751                 | Jean-Marc Nattier                  |             |
|        | Verônica | 1756                 |                                    |             |
|        | O duque de Berry e o conde de Provença quando criança                                                                 | 1757                 | François-Hubert Drouais            |             |
|        | Elisabeth, Sarah e Edward, filhos de Edward Holden Cruttenden                                                         | 1763                 | Joshua Reynolds                    |             |
|        | Retrato da senhora John Bolton                                                                                        | 1770                 | Thomas Gainsborough                |             |
|        | Retrato de um membro da Casa Habsburgo-Lorena                                                                         | século XVIII         | No/unknown value                   |             |
|        | Johann Christian Bruch                                                                                                | 1780                 | No/unknown value                   |             |
|        | John Walter (ou Wharton) Tempest                                                                                      | 1780                 | George Romney                      |             |
|        | Retrato de Elisabeth-Sophie-Constance de Lowendahl, condessa de Turpin de Crissé                                      | século XVIII         | Jean-Honoré Fragonard              |             |
|        | Retrato de Luís XVI                                                                                                   | 1780                 | Antoine-François Callet            |             |
|        | Francis Rawdon, primeiro marquês de Hastings e segundo conde de Moira                                                 | década de 1780       | Thomas Gainsborough                |             |
|        | Retrato de uma dama com livro junto a uma fonte                                                                       | 1785                 | Antoine Vestier                    |             |
|        | Autorretrato Leonor de Almeida Portugal de Lorena e Lencastre                                                         | 1787                 | Leonor de Almeida Portugal         |             |
|        | Retrato do cardeal don Luis Maria de Borbón y Vallabriga                                                              | década de 1790       | Francisco de Goya                  |             |
|        | Retrato da condessa de Casa Flores                                                                                    | década de 1790       | Francisco de Goya                  |             |
|        | Retrato de D. Carlota Joaquina, rainha de Portugal                                                                    | 1802                 | Domingos Sequeira                  |             |
|        | Retrato de D. João VI, rei de Portugal                                                                                | década de 1800       | Domingos Sequeira                  |             |
|        | Os filhos de sir Samuel Fludyer                                                                                       | 1806                 | Thomas Lawrence                    |             |
|        | Retrato de Fernando VII                                                                                               | 1808                 | Francisco de Goya                  |             |
|        | General sir William Maxwell                                                                                           | década de 1810       | Henry Raeburn                      |             |
|        | George IV como príncipe-regente com as insígnias da Ordem da Jarreteira                                               | 1818                 | Thomas Lawrence                    |             |
|        | Paisagem da Guanabara                                                                                                 | 1818                 | Thomas Ender                       |             |
|        | Johann Carl Friedrich Bruch                                                                                           | 1819                 | Johann Georg Schlesinger           |             |
|        | Friderike Phillipine Bruch                                                                                            | 1819                 | Johann Georg Schlesinger           |             |
|        | A catedral de Salisbury vista do Jardim do Bispo                                                                      | 1821                 | John Constable                     |             |
|        | Lord Charles Stuart                                                                                                   | 1825                 | No/unknown value                   |             |
|        | Panorama da Baía de Guanabara                                                                                         | 1825                 | Maria Graham                       |             |
|        | Panorama da Baía de Guanabara                                                                                         | década de 1820       | Emeric Essex Vidal                 |             |
|        | A Virgem do véu azul                                                                                                  | 1827                 | Jean-Auguste Dominique Ingres      |             |
|        | La Vierge | 1827                 | Jean-Auguste Dominique Ingres      |             |
|        | O castelo de Caernarvon                                                                                               | década de 1830       | William Turner                     |             |
|        | Cristo abençoador | 1834                 | Jean-Auguste Dominique Ingres      |             |
|        | Jovem de ombro nu | 1835 década de 1830  | Jean-Baptiste Camille Corot        |             |
|        | Laurent-Denis Sennegon                                                                                                | 1842                 | Jean-Baptiste Camille Corot        |             |
|        | Zélie Courbet | 1847                 | Gustave Courbet                    |             |
|        | Interior com menina que lê                                                                                            | século XIX           | Henrique Bernardelli               |             |
|        | Paisagem de Ouro Preto                                                                                                | século XIX           | Henrique Bernardelli               |             |
|        | A primavera - Eurídice colhendo flores é mordida por uma cobra (a morte de Eurídice) - as quatro estações de Hartmann | século XIX           | Eugène Delacroix                   |             |
|        | O verão - Diana surpreendida por Acteão                                                                               | século XIX           | Eugène Delacroix                   |             |
|        | O outono - Baco e Ariadne                                                                                             | século XIX           | Eugène Delacroix                   |             |
|        | O inverno - Juno implora a Eolo a destruição da frota de Eneas - as quatro estações de Hartmann                       | século XIX           | Eugène Delacroix                   |             |
|        | Ponta da Armação em Niterói                                                                                           | século XIX           | Henry Chamberlain                  |             |
|        | A ponta do calabouço                                                                                                  | século XIX           | Henry Chamberlain                  |             |
|        | Retrato de don Juan Antonio Llorente                                                                                  | século XIX           | Francisco de Goya                  |             |
|        | Dom Pedro I | século XIX           |                                    |             |
|        | Busto Masculino | século XIX           | Almeida Júnior                     |             |
|        | Moça com Livro | século XIX           | Almeida Júnior                     |             |
|        | Cachoeira de Paulo Afonso                                                                                             | 1850                 | E. F. Schute                       |             |
|        | Angélica acorrentada                                                                                                  | 1859                 | Jean-Auguste Dominique Ingres      |             |
|        | Paisagem com camponesa                                                                                                | 1861                 | Jean-Baptiste Camille Corot        |             |
|        | Natureza-morta com macaco e violão                                                                                    | 1864                 | Antoine Vollon                     |             |
|        | Dom Pedro II | 1864                 | Victor Meirelles                   |             |
|        | Dona Tereza Cristina                                                                                                  | 1864                 | Victor Meirelles                   |             |
|        | Paisagem nos arredores do Rio de Janeiro                                                                              | 1864                 | Henri Nicolas Vinet                |             |
|        | Moema | 1866                 | Victor Meirelles                   |             |
|        | O pintor Le Coeur caçando na floresta de Fontainebleau                                                                | 1866                 | Pierre-Auguste Renoir              |             |
|        | O Negro Cipião | 1867                 | Paul Cézanne                       |             |
|        | Vista de Desterro (Florianópolis)                                                                                     | 1867                 | Joseph Brueggemann                 |             |
|        | Paul Alexis lê um manuscrito a Zola                                                                                   | 1869                 | Paul Cézanne                       |             |
|        | Enseada do Botafogo                                                                                                   | 1869                 | Nicola Antonio Facchinetti         |             |
|        | A banhista e o cão griffon - Lise à beira do Sena                                                                     | 1870                 | Pierre-Auguste Renoir              |             |
|        | A amazona - Retrato de Marie Lefébure                                                                                 | década de 1870       | Édouard Manet                      |             |
|        | Juliette Courbet | década de 1870       | Gustave Courbet                    |             |
|        | O Dr. José Maria Chaves                                                                                               | 1873                 | Victor Meirelles                   |             |
|        | Cigana com bandolim                                                                                                   | 1874                 | Jean-Baptiste Camille Corot        |             |
|        | Rosas num copo | 1874                 | Jean-Baptiste Camille Corot        |             |
|        | Monge capuchinho | 1874                 | Almeida Júnior                     |             |
|        | Banhistas no Sena - Academia                                                                                          | década de 1870       | Édouard Manet                      |             |
|        | Retrato de Marcellin Desboutin                                                                                        | 1875                 | Édouard Manet                      |             |
|        | Dama sorrindo | 1875                 | Pierre-Auguste Renoir              |             |
|        | Oficiais alemães prestam homenagem a prisioneiros franceses ferido                                                    | 1876                 |                                    |             |
|        | Retrato da condessa de Pourtalès                                                                                      | 1877                 | Pierre-Auguste Renoir              |             |
|        | Rochedos em L'Estaque                                                                                                 | 1879                 | Paul Cézanne                       |             |
|        | Retrato de Marthe Bérard                                                                                              | 1879                 | Pierre-Auguste Renoir              |             |
|        | A condessa Adèle de Toulouse-Lautrec                                                                                  | década de 1880       | Henri de Toulouse-Lautrec          |             |
|        | O senhor Eugène Pertuiset, caçador de leões                                                                           | 1881                 | Édouard Manet                      |             |
|        | Rosa e Azul | 1881                 | Pierre-Auguste Renoir              |             |
|        | O ateliê do estatuário Simões de Almeida                                                                              | 1883                 | José Malhoa                        |             |
|        | Panorama da Baía de Guanabara                                                                                         | 1883                 |                                    |             |
|        | Mulher enxugando o braço esquerdo (após o banho)                                                                      | 1884                 | Edgar Degas                        |             |
|        | Natureza-morta com prato, vaso e flore                                                                                | década de 1880       | Vincent van Gogh No/unknown value  |             |
|        | Barcas à margem do rio                                                                                                | 1884                 | Emmanuel Zamor                     |             |
|        | Marinha com barco | 1885                 | Giovanni Battista Castagneto       |             |
|        | Rua de aldeia | século XIX           | Antoine Vollon                     |             |
|        | Duas Vacas | século XIX           | Alexandre Defaux                   |             |
|        | Cais do Mercado em Santo                                                                                              | 1885                 | Benedito Calixto                   |             |
|        | Alegoria da pintura sobre cerâmica                                                                                    | 1885                 | Columbano Bordalo Pinheiro         |             |
|        | O Ateliê do Artista                                                                                                   | 1886                 | Almeida Júnior                     |             |
|        | Peixe | 1886                 | Pedro Alexandrino Borges           |             |
|        | Retrato de homem com cartola: o poeta Hanvin, o homem do fígaro                                                       | década de 1880       | Giovanni Boldini                   |             |
|        | Porto do Bispo, Santos, SP                                                                                            | 1887                 | Benedito Calixto                   |             |
|        | Uma salva em dia de grande gala na Baía do Rio de Janeiro                                                             | 1887                 |                                    |             |
|        | Casa de Quarentena na Ilha Grande                                                                                     | 1887                 | Nicola Antonio Facchinetti         |             |
|        | Madame Cézanne em vermelho                                                                                            | 1888                 | Paul Cézanne                       |             |
|        | O grande pinheiro | década de 1880 1885  | Paul Cézanne                       |             |
|        | Porto de Santos, SP, 1888                                                                                             | 1888                 | Benedito Calixto                   |             |
|        | O Escolar | dezembro de 1888     | Vincent van Gogh                   |             |
|        | Menina com as espiga                                                                                                  | 1888                 | Pierre-Auguste Renoir              |             |
|        | Recanto da Praia de Icaraí                                                                                            | 1888                 | Nicola Antonio Facchinetti         |             |
|        | Monsieur Fourcade | 1889                 | Henri de Toulouse-Lautrec          |             |
|        | Caio da Silva Prado                                                                                                   | 1889                 | Pedro Américo                      |             |
|        | Niterói | 1889                 | Nicola Antonio Facchinetti         |             |
|        | Banco de pedra no asilo de Saint-Remy                                                                                 | novembro de 1889     | Vincent van Gogh                   |             |
|        | A canoa sobre o Epte                                                                                                  | 1890                 | Claude Monet                       |             |
|        | Quatro bailarinas em cena                                                                                             | 1890                 | Edgar Degas                        |             |
|        | Porto de Santos, SP (visto à direita), 1890                                                                           | 1890                 | Benedito Calixto                   |             |
|        | Porto de Santos, SP (visto à esquerda)                                                                                | 1890                 | Benedito Calixto                   |             |
|        | O Canal Grande em Veneza                                                                                              | década de 1890       | Félix Ziem                         |             |
|        | Wilhelm Bruch | 1890                 | Hermann Petzet                     |             |
|        | A arlesiana | fevereiro de 1890    | Vincent van Gogh                   |             |
|        | Passeio ao crepúsculo                                                                                                 | maio de 1890         | Vincent van Gogh                   |             |
|        | A cachoeira do Rio Sorocaba                                                                                           | 1891                 | Benedito Calixto                   |             |
|        | O vestido estampado                                                                                                   | 1891                 | Édouard Vuillard                   |             |
|        | Mulheres se penteando - duas mulheres em camisola                                                                     | 1891                 | Henri de Toulouse-Lautrec          |             |
|        | Prainha - Itanhaém | 1892                 | Benedito Calixto                   |             |
|        | A roda | 1893                 | Henri de Toulouse-Lautrec          |             |
|        | Retrato de Francisco Mariano Corrêa de Moraes                                                                         | 1894                 | Benedito Calixto                   |             |
|        | Retrato de Maria Luiza de Almeida Moraes                                                                              | 1894                 | Benedito Calixto                   |             |
|        | Jardim à Beira-Mar (Paisagem)                                                                                         | 1894                 | Benedito Calixto                   |             |
|        | O Ateliê do Artista (José Malhoa)                                                                                     | 1894                 | José Malhoa                        |             |
|        | Paisagem com rio e barco ao seco em São Paulo (Ponte Grande)                                                          | 1895                 | Giovanni Battista Castagneto       |             |
|        | Nu | 1895                 | Eliseu Visconti                    |             |
|        | Paz e concórdia | 1895                 | Pedro Américo                      |             |
|        | Natureza-morta com vaso e fruta                                                                                       | 1895                 | Pedro Alexandrino Borges           |             |
|        | Pobre pescador | 1896                 | Paul Gauguin                       |             |
|        | A convalescente | 1896                 | Eliseu Visconti                    |             |
|        | Rio Itanhaém | 1896                 | Benedito Calixto                   |             |
|        | Autorretrato (perto do Gólgota)                                                                                       | 1896                 | Paul Gauguin                       |             |
|        | Notícias desagradáveis                                                                                                | 1896                 | Rosalvo Ribeiro                    |             |
|        | Paisagem da Bretanha (Village Breton Belle-Île)                                                                       | 1897                 | Henri Matisse                      |             |
|        | Artista com luvas verdes - a cantora Dolly do Café Star de Le Havre                                                   | 1899                 | Henri de Toulouse-Lautrec          |             |
|        | Interior com duas criança                                                                                             | 1899                 | Rosalvo Ribeiro                    |             |
|        | Rampa do Porto Bispo em Santos                                                                                        | 1900                 | Benedito Calixto                   |             |
|        | Rampa do Porto do Bispo em Santos                                                                                     | 1900                 | Benedito Calixto                   |             |
|        | Paisagem fluvial | 1900                 | Henri Harpignies                   |             |
|        | Henriette Bruch | 1900                 | Hermann Petzet                     |             |
|        | Retrato de Octave Raquin                                                                                              | 1901                 | Henri de Toulouse-Lautrec          |             |
|        | Paul Viaud em almirante do século XVIII                                                                               | 1901                 | Henri de Toulouse-Lautrec          |             |
|        | Senhora com chápeu de palha (passeio matinal)                                                                         | década de 1900 1905  | Giovanni Boldini                   |             |
|        | Retrato de Coco | 1903                 | Pierre-Auguste Renoir              |             |
|        | Interior de azenha | 1903                 | José Júlio de Souza Pinto          |             |
|        | Mulher enxugando a perna esquerda                                                                                     | 1903                 | Edgar Degas                        |             |
|        | Interior de laboratório                                                                                               | 1903                 |                                    |             |
|        | Senhora sentada (a conversa)                                                                                          | 1904                 | Giovanni Boldini                   |             |
|        | Retrato de Suzanne Bloch                                                                                              | 1904                 | Pablo Picasso                      |             |
|        | Quatro cabeças | década de 1900       | Pierre-Auguste Renoir              |             |
|        | Toalete (Fernande) | 1906                 | Pablo Picasso                      |             |
|        | Enseada com barcos | 1907                 | Benedito Calixto                   |             |
|        | Barco na praia | 1907                 | Rodolfo Chambelland                |             |
|        | Retrato de Claude Renoir                                                                                              | 1908                 | Pierre-Auguste Renoir              |             |
|        | A dama de verde | 1908                 | Artur Timóteo da Costa             |             |
|        | Busto de homem (o atleta)                                                                                             | 1909                 | Pablo Picasso                      |             |
|        | Iracema | 1909                 | Antônio Parreiras                  |             |
|        | O Sena | 1909                 | Lucílio de Albuquerque             |             |
|        | Banhista enxugando a perna direita                                                                                    | 1910                 | Pierre-Auguste Renoir              |             |
|        | Dois cavaleiros | 1910                 | Mikhail Larionov                   |             |
|        | O lenhador | 1910                 | Ferdinand Hodler                   |             |
|        | Veleiros na tempestade                                                                                                | 1910                 | Max Pechstein                      |             |
|        | Senhora em pé | 1912                 | Giuseppe Amisani                   |             |
|        | Banhista enxugando o braço direito (grande nu sentado)                                                                | 1912                 | Pierre-Auguste Renoir              |             |
|        | Pescadores perto do Palazzo Donn'Anna em Posillipo, Nápole                                                            | 1914                 | Eduardo Dalbono                    |             |
|        | Madame G. van Muyden                                                                                                  | década de 1910       | Amedeo Modigliani                  |             |
|        | Retrato de Diego Rivera                                                                                               | 1916                 | Amedeo Modigliani                  |             |
|        | A estudante | 1916                 | Anita Malfatti                     |             |
|        | Retrato de Léopold Zborowski                                                                                          | década de 1910       | Amedeo Modigliani                  |             |
|        | Yvonne Printemps e Sacha Guitry                                                                                       | 1917                 | Édouard Vuillard                   |             |
|        | Flores | 1917                 | Eliseu Visconti                    |             |
|        | Chakoska | 1917                 | Amedeo Modigliani                  |             |
|        | Renée | 1917                 | Amedeo Modigliani                  |             |
|        | O menino | 1917                 | Artur Timóteo da Costa             |             |
|        | Flores | 1917                 | Eliseu Visconti                    |             |
|        | Retrato do desembargador Gabriel Gonçalves Gomide                                                                     | 1917                 | John Graz                          |             |
|        | Retrato de Madame Hanka Zborowska                                                                                     | 1918                 | Amedeo Modigliani                  |             |
|        | Nus | 1919                 | Suzanne Valadon                    |             |
|        | Praia com Barcos ao Seco (Marinha)                                                                                    | 1919                 | Benedito Calixto                   |             |
|        | Nu | 1919                 | Suzanne Valadon                    |             |
|        | O torso de gesso | 1919                 | Henri Matisse                      |             |
|        | Marina com regata a velas e rebocador                                                                                 | 1919                 | Carlos Balliester                  |             |
|        | A ponte japonesa sobre a lagoa das ninfeias em Giverny                                                                | década de 1920       | Claude Monet                       |             |
|        | A princesa Bibesco | 1920                 | Édouard Vuillard                   |             |
|        | Interior de indigente                                                                                                 | 1920                 | Lasar Segall                       |             |
|        | Três nus feminino | 1920                 | André Lhote                        |             |
|        | Paisagem de porto | 1920                 | Othon Friesz                       |             |
|        | Fazenda de Brejinho                                                                                                   | 1920                 | João Batista da Costa              |             |
|        | Beduíno | 1920                 | Rodolfo Amoedo                     |             |
|        | Vendedor de gado | 1922                 | Marc Chagall                       |             |
|        | Paisagem com canoa na margem                                                                                          | 1922                 | Alfredo Andersen                   |             |
|        | Menino nu e tartaruga                                                                                                 | 1923                 | Vicente do Rego Monteiro           |             |
|        | A compoteira de pera                                                                                                  | 1923                 | Fernand Léger                      |             |
|        | Autorretrato | 1923                 | Benedito Calixto                   |             |
|        | Canto de praia (Baixada santista)                                                                                     | 1924                 | Benedito Calixto                   |             |
|        | Retrato de Gianfranco Contini aos dezesseis anos e uma marinha                                                        | 1928                 | Filippo de Pisis                   |             |
|        | Paisagem urbana | 1929                 | Rudolf Jacobi                      |             |
|        | Composição (Figura só)                                                                                                | 1930                 | Tarsila do Amaral                  |             |
|        | Cinco moças de Guaratinguetá                                                                                          | 1930                 | Emiliano Di Cavalcanti             |             |
|        | A renúncia de ser rei - aclamação de Amador Bueno                                                                     | 1931                 | Oscar Pereira da Silva             |             |
|        | Retrato do filho (Tobias)                                                                                             | 1932                 | Eliseu Visconti                    |             |
|        | Nu feminino deitado                                                                                                   | 1932                 | Flávio de Carvalho                 |             |
|        | Busto do poeta Felippe Daudt d'Oliveira                                                                               | 1933                 | Candido Portinari                  |             |
|        | O Lavrador de Café | 1934                 | Candido Portinari                  |             |
|        | O senhor Queiroz Lima                                                                                                 | 1934                 | Candido Portinari                  |             |
|        | Sacré-Coeur de Montmartre e Château des Brovillard                                                                    | 1934                 | Maurice Utrillo                    |             |
|        | Guitarrista e duas figuras feminina                                                                                   | 1934                 | Marie Laurencin                    |             |
|        | Blue Room, Trent Park                                                                                                 | 1934                 | Winston Churchill                  |             |
|        | Rabat, a ponta das Oudaïa                                                                                             | 1935                 | Albert Marquet                     |             |
|        | Varredores de rua (os garis)                                                                                          | 1935                 | Carlos Prado                       |             |
|        | Retrato de Ináh Prudente de Morae                                                                                     | 1936                 | Candido Portinari                  |             |
|        | Interior com figuras feminina                                                                                         | 1936                 | André Lhote                        |             |
|        | Retrato de José Vieitas                                                                                               | 1938                 | Eliseu Visconti                    |             |
|        | Fuzileiro naval | 1938                 | Roberto Burle Marx                 |             |
|        | Moças do Boulevard Raspail                                                                                            | 1939                 |                                    |             |
|        | São Francisco | 1941                 | Candido Portinari                  |             |
|        | Autorretrato com marreta                                                                                              | 1941                 | José Pancetti                      |             |
|        | O último baluarte - A ira das mãe                                                                                     | 1942                 | Candido Portinari                  |             |
|        | Briga de cachorro | 1942                 | Carybé                             |             |
|        | A grande árvore | 1942                 | Chaïm Soutine                      |             |
|        | Guerra | 1942                 | Lasar Segall                       |             |
|        | Duas amiga | 1943                 | Ernesto De Fiori                   |             |
|        | A justiça de Salomão                                                                                                  | 1943                 | Candido Portinari                  |             |
|        | O sacrifício de Abrahão                                                                                               | 1943                 | Candido Portinari                  |             |
|        | O massacre dos inocente                                                                                               | 1943                 | Candido Portinari                  |             |
|        | As trombetas de Jericó                                                                                                | 1943                 | Candido Portinari                  |             |
|        | O eremita penitente (profeta)                                                                                         | 1943                 | Candido Portinari                  |             |
|        | Marinha com rebocador                                                                                                 | 1943                 | Ernesto De Fiori                   |             |
|        | Retrato do pintor Takaoka                                                                                             | 1943                 |                                    |             |
|        | O carregador (Las ilusiones)                                                                                          | 1944                 | Diego Rivera                       |             |
|        | Retirantes | 1944                 | Candido Portinari                  |             |
|        | Enterro na rede | 1944                 | Candido Portinari                  |             |
|        | Criança morta | 1944                 | Candido Portinari                  |             |
|        | O pranto de Jeremia                                                                                                   | 1944                 | Candido Portinari                  |             |
|        | A ressurreição de Lázaro                                                                                              | 1944                 | Candido Portinari                  |             |
|        | Paisagem | 1944                 | Ernesto De Fiori                   |             |
|        | A senhora Aimée | 1945                 | Candido Portinari                  |             |
|        | Flores de verão em um vaso                                                                                            | 1945                 | Nadia Benois                       |             |
|        | Frutas (marmelos sobre fundo azul)                                                                                    | 1945                 |                                    |             |
|        | Composição com meia lua                                                                                               | 1945                 | Alexander Calder                   |             |
|        | Composição com fundo amarelo e vermelho                                                                               | 1945                 | Alexander Calder                   |             |
|        | Arquitetura pentacular                                                                                                | 1946                 | Victor Brauner                     |             |
|        | Bryce Canion Translation                                                                                              | 1946                 | Max Ernst                          |             |
|        | Composição | 1946                 | Alexander Calder                   |             |
|        | Composição | 1946                 | Alexander Calder                   |             |
|        | Taça da dúvida | 1946                 | Victor Brauner                     |             |
|        | Vendedora de flore | 1947                 | Djanira da Motta e Silva           |             |
|        | Harmonia em vermelho - branco - preto                                                                                 | 1947                 | Wols                               |             |
|        | Os semeadores | 1947                 | Diego Rivera                       |             |
|        | Homens serrando tora                                                                                                  | 1948                 | José Antônio da Silva              |             |
|        | Flagelação de um negro                                                                                                | 1948                 | José Antônio da Silva              |             |
|        | Colheita de algodão                                                                                                   | 1948                 | José Antônio da Silva              |             |
|        | Paisagem (Da Série Mata)                                                                                              | século XX            | Benedito Calixto                   |             |
|        | Marinha com rochas | século XX            | Jean-Baptiste Olive                |             |
|        | Rua de Aldeia | século XX            | Edmond Marie Petitjean             |             |
|        | Sem título,1950 | 1950                 | Juan Del Prete                     |             |
|        | Angústia (Mãe do artista)                                                                                             | 1950                 | David Alfaro Siqueiros             |             |
|        | Presságio (Angélica Arenal de Siqueiros)                                                                              | 1950                 | David Alfaro Siqueiros             |             |
|        | Paisagem de Ouro Preto                                                                                                | 1950                 | Alberto da Veiga Guignard          |             |
|        | Paisagem de Sabará | 1950                 | Alberto da Veiga Guignard          |             |
|        | Retrato de menina (Ana Maria)                                                                                         | 1951                 | Wega Nery                          |             |
|        | Veado e corça | década de 1950       | Vicente do Rego Monteiro           |             |
|        | Formas articulada | 1953                 | Graham Sutherland                  |             |
|        | Sem título,1953 | 1953                 | Juan Del Prete                     |             |
|        | Retrato de identidade do almirante Nelson                                                                             | 1955                 | Graham Sutherland                  |             |
|        | Composição-garçom | 1955                 | Karel Appel                        |             |
|        | Palco III | 1957                 | Charlotta Adlerová                 |             |
|        | Sem título,1958 | 1958                 | Arthur Luiz Piza                   |             |
|        | Roupa ao Sol | 1959                 | Carlos Botelho                     |             |
|        | Fachada com bandeira                                                                                                  | 1959                 | Alfredo Volpi                      |             |
|        | Objeto ativo | 1959                 | Willys de Castro                   |             |
|        | Studio I | 1962                 | Joe Tilson                         |             |
|        | Projeto de vitral | 1963                 | John Piper                         |             |
|        | Rosa da esperança | 1964                 | Wega Nery                          |             |
|        | George Orwell | 1965                 | Peter Blake                        |             |
|        | Composição em amarelo                                                                                                 | 1966                 | Tomie Ohtake                       |             |
|        | O jagunço | 1967                 | Aldemir Martins                    |             |
|        | Composição | 1967                 | Manabu Mabe                        |             |
|        | Repressão | 1968                 | Claudio Tozzi                      |             |
|        | Composição em cinza e rosa                                                                                            | 1969                 | Samson Flexor                      |             |
|        | Capoeira | 1970                 | Maria Auxiliadora                  |             |
|        | MASP | 1971                 | Agostinho Batista de Freitas       |             |
|        | A árvore | 1973                 | Wega Nery                          |             |
|        | Bananas e cordas 3 | 1973                 | Antonio Henrique do Amaral         |             |
|        | Velório da noiva | 1974                 | Maria Auxiliadora                  |             |
|        | Índios Xavantes na Missão São Marco                                                                                   | 1976                 | Sepp Baendereck                    |             |
|        | Christiane e Anabelle                                                                                                 | 1976                 |                                    |             |
|        | Lindo lindo lindo | 1976                 | José Antônio da Silva              |             |
|        | Superposição de retângulo                                                                                             | 1980                 | Arcangelo Ianelli                  |             |
|        | Retrato de Camões | 1981                 | José de Guimarães                  |             |
|        | Proposição emblemática X                                                                                              | 1981                 | Hércules Barsotti                  |             |
|        | Família | 1986                 | Svend Wiig Hansen                  |             |
|        | Através do espelho mágico (Pietro Maria Bardi)                                                                        | 1987                 | Wesley Duke Lee                    |             |
|        | Sem título,1988 | 1988                 | Amadeo Luciano Lorenzato           |             |
|        | Azul no sonho | 1988                 | Wega Nery                          |             |
|        | Sem título,1989 | 1989                 | Geraldo de Barros                  |             |
|        | Memory: fragmentaçõe                                                                                                  | 1989                 | Valdir Sarubbi                     |             |
|        | Professor Bardi | 1990                 | José Roberto Aguilar               |             |
|        | Sem título,1990 | 1990                 | León Ferrari                       |             |
|        | Sem título | 1990                 | León Ferrari                       |             |
|        | Traqueotomia | 1990                 | Alex Flemming                      |             |
|        | Autorretrato verde | 1994                 |                                    |             |
|        | Cabeça de cadeira | 1996                 | Gil Vicente                        |             |
|        | Da Série: O que vi pela TV                                                                                            | 1997                 | Gessiron Alves Franco              |             |
|        | Fragmentação de paisagem verde-folha                                                                                  | 2002                 | Aldir Mendes de Souza              |             |
|        | O Pintor Belmiro de Almeida                                                                                           |                      | Almeida Júnior                     |             |
|        | Retrato de Senhora |                      | Paul Chabas                        |             |
|        | Ninfa Loira |                      | Paul Chabas                        |             |
|        | Terra |                      | Amélia Toledo                      |             |
|        | Nu no sofá (Leila) |                      | José Carlos Cezar Ferreira         |             |
|        | Carnaval de salão |                      |                                    |             |
|        | Abertura |                      | Yolanda Mohalyi                    |             |
|        | O herói |                      | Anna Maria Maiolino                |             |
|        | Projeto de vitral |                      | John Piper                         |             |
|        | Pintura 167 |                      | Willys de Castro                   |             |
|        | Retrato de José Honorato dos Santo                                                                                    |                      | Alberto da Veiga Guignard          |             |
|        | São Jorge e o dragão                                                                                                  |                      | Ernesto De Fiori                   |             |
|        | Represa |                      | Ernesto De Fiori                   |             |
|        | Terraço |                      | Ernesto De Fiori                   |             |
|        | A igrejinha |                      | Ernesto De Fiori                   |             |
|        | Rua de aldeia |                      | Maurice de Vlaminck                |             |
|        | Marinha com veleiro                                                                                                   |                      | Maurice de Vlaminck                |             |
|        | Paisagem hibernal (Garage)                                                                                            |                      | Maurice de Vlaminck                |             |
|        | Vento de julho e a luz do Sol                                                                                         |                      | Charles Ephraim Burchfield         |             |
|        | Arranha-céu |                      | Menotti Del Picchia                |             |
|        | Nu feminino |                      | Pierre Bonnard                     |             |
|        | Porto com navios na Bretanha                                                                                          |                      | Gerrit Willem van Blaaderen        |             |
|        | Rua de aldeia |                      | Henry de Waroquier                 |             |
|        | Paisagem de Petrópolis                                                                                                |                      | João Batista da Costa              |             |
|        | Natureza-morta |                      | Panfilo Nuvolone                   |             |
|        | Igreja em Terrassa |                      | Joaquín Torres García              |             |
|        | Paisagem com castelo - vista de Saint-Arg Lapopie                                                                     |                      | Henri Martin                       |             |
|        | Rua de aldeia |                      | Edmond Marie Petitjean             |             |
|        | Monsieur Louis Pascal visto de costa                                                                                  |                      | Henri de Toulouse-Lautrec          |             |
|        | O divã |                      | Henri de Toulouse-Lautrec          |             |
|        | O cão |                      | Henri de Toulouse-Lautrec          |             |
|        | Paisagem |                      | Gaetano Previati                   |             |
|        | Natureza-morta com morango                                                                                            |                      | Pedro Alexandrino Borges           |             |
|        | Rosa e lilá |                      | Dominique Hubert Rozier            |             |
|        | Paisagem rústica com ponte e casa                                                                                     |                      | Almeida Júnior                     |             |
|        | Marinha perto de Marselha (Aldeia Fantástica)                                                                         |                      | Adolphe Monticelli                 |             |
|        | Duas vacas |                      | Alexandre Defaux                   |             |
|        | Paisagem com fonte |                      | Charles de Tournemine              |             |
|        | Duas cabeça |                      | Honoré Daumier                     |             |
|        | Pedra Mãe D'Água (paisagem da Tijuca)                                                                                 |                      | Félix Émile Taunay                 |             |
|        | Paisagem de campo, com cavalo e figura feminina                                                                       |                      | No/unknown value                   |             |
|        | Figura de moça |                      | No/unknown value                   |             |
|        | Virgem de Copacabana                                                                                                  |                      | No/unknown value                   |             |
|        | Paisagem com salteadores de estrada                                                                                   |                      | No/unknown value                   |             |
|        | Paisagem com cavaleiro                                                                                                |                      | No/unknown value                   |             |
|        | Sagrada família com são João Batista criança                                                                          |                      | No/unknown value                   |             |
|        | A esmola |                      | No/unknown value                   |             |
|        | Virgem com o Menino, são João Batista criança e um anjo                                                               |                      | No/unknown value                   |             |
|        | Sem título (Adoração dos pastores [?])                                                                                |                      | No/unknown value                   |             |
|        | Retrato de mademoiselle Léomenie Brienne, marquise de Rovalt Gamache                                                  |                      | No/unknown value                   |             |
|        | Friedericke Phillipine Bruch                                                                                          |                      | No/unknown value                   |             |
|        | Dr. Ernst Christian Wilhelm Bruch                                                                                     |                      | No/unknown value                   |             |
|        | São Marco |                      | No/unknown value                   |             |
|        | Seitaka-Doji (Acólito de Fudo Myo-o)                                                                                  |                      | No/unknown value                   |             |
|        | Kongara-Doji (Acólito de Fudo Myo-o)                                                                                  |                      | No/unknown value                   |             |
|        | Nossa Senhora dos Remédio                                                                                             |                      | No/unknown value                   |             |
|        | Paisagem com fuga para o Egito                                                                                        |                      | No/unknown value                   |             |
|        | Retrato de Henry Chamberlain                                                                                          |                      | No/unknown value                   |             |
|        | Paisagem da campanha romana                                                                                           |                      | Nicolas-Antoine Taunay             |             |
|        | A Virgem amamentando o Menino Jesus                                                                                   |                      | Pompeo Batoni                      |             |
|        | Alegoria da sabedoria e da força - a escolha de Hércules ou Hércules e Ônfale                                         |                      | François Boucher                   |             |
|        | Paisagem com pastores                                                                                                 |                      | Alessandro Magnasco                |             |
|        | Retrato do duque de Pastrana                                                                                          |                      | Juan Carreño de Miranda            |             |
|        | Moisés e as filhas de Jetro                                                                                           |                      | Ciro Ferri                         |             |
|        | Santa Catarina de Alexandria                                                                                          |                      | Bartolomé Esteban Murillo          |             |
|        | Adoração dos pastore                                                                                                  |                      | Bartolomeo Passante                |             |
|        | Suicídio de Lucrécia                                                                                                  |                      | No/unknown value                   |             |
|        | Cena mitológica (Cronos admoesta Eros na presença de Vênus e Marte)                                                   |                      | Guercino                           |             |
|        | Marte e Vênus com uma roda de cupidos e paisagem                                                                      |                      | Carlo Saraceni                     |             |
|        | Paisagem de outono na Holanda                                                                                         |                      | Jacob van Mosscher                 |             |
|        | Interior de uma catedral em Antuérpia                                                                                 |                      | Pieter Neefs, o Jovem              |             |
|        | Pátio com galinhas, galo e cachorro                                                                                   |                      | Jacob van Oolen                    |             |
|        | Adoração dos pastore                                                                                                  |                      |                                    |             |
|        | Virgem com o Menino e são João Batista criança                                                                        |                      |                                    |             |
|        | Ecce Homo. Cristo morto no sarcófago como "Vir Dolorum"                                                               |                      | Niccolò di Liberatore              |             |
|        | Madona em adoração do Menino Jesus e um anjo                                                                          |                      | Biagio d'Antonio                   |             |
|        | Virgem com o Menino Jesu                                                                                              |                      | Jacopo del Sellaio                 |             |
|        | Madona com o Menino no trono e quatro santo                                                                           |                      | Mestre de 1416                     |             |
|        | Adoração dos reis mago                                                                                                |                      | Paolo Serafini                     |             |
|        | Virgem com o Menino Jesu                                                                                              |                      |                                    |             |
|        | Cena de café |                      | John Henri Deluc                   |             |
|        | Paisagem do Sena |                      |                                    |             |
|        | Paisagem de montanha                                                                                                  |                      | Augustin Salinas y Teruel          |             |
|        | Pescadores da Bretanha                                                                                                |                      | Enrique Martínez Cubells y Ruiz    |             |
|        | Raquel Meller no relicário                                                                                            |                      | Carlos Vázquez                     |             |
|        | Marinha com veleiros                                                                                                  |                      | Erwin Günther                      |             |
|        | Sol sobre Bahia |                      | Wolf Reuther                       |             |
|        | Postscript - The Secret War of Josephine Baker                                                                        |                      | R. B. Kitaj                        |             |
|        | Três prelados - as festas natalina                                                                                    |                      | Juan Pablo Salinas                 |             |
|        | Guarda real inglesa a cavalo                                                                                          |                      | Paul Maze                          |             |
|        | Parada da guarda real inglesa em Londres                                                                              |                      | Paul Maze                          |             |
|        | Veados no parque de Bougton                                                                                           |                      | Paul Maze                          |             |
|        | A desolada |                      | Pedro Weingärtner                  |             |
|        | Retrato de senhora |                      | Jean-Gabriel Domergue              |             |
|        | Autorretrato |                      | Jorge Mori                         |             |
|        | Monsaraz, Portugal |                      | Sergio Telles                      |             |
|        | Índios atravessando um riacho                                                                                         |                      | Agostino Brunias                   |             |
|        | Oxosse na sua caçada                                                                                                  |                      | Rafael Borjes de Oliveira          |             |
|        | A estudante |                      | Anita Malfatti                     |             |
|        | il matrimonio diseguale                                                                                               |                      | No/unknown value                   |             |
|        | Nu Feminino Sentado (Effluves d'Été)                                                                                  |                      | Abel-Dominique Boyé                |             |
|        | Canale Grande in Venice                                                                                               |                      |                                    |             |
|        | Grand Canal in Venice.                                                                                                |                      | Félix Ziem                         |             |
|        | madonna col bambino e san giovannino                                                                                  |                      | No/unknown value                   |             |
|        | marina vicino marsiglia (villaggio fantastico)                                                                        |                      | Adolphe Monticelli                 |             |
|        | ritratto di un gentiluomo fiorentino (forse Piero de' Medici)                                                         |                      |                                    |             |
|        | Retrato de senhora |                      | Alfredo Andersen                   |             |
|        | Paisagem do Rio Piracicaba                                                                                            |                      | Almeida Júnior                     |             |
|        | Q135646962 |                      |                                    |             |

∑ 489 items.